# Eternity (Robbie Williams-dal)
Az Eternity/The Road To Mandalay című kislemez Robbie Williams brit popénekes első kislemeze, tervezték, hogy felkerül a 2000-ben megjelent Sing When You’re Winning című albumára. Az Eternity 2001 júliusában jelent meg. Brian May, a Queen együttes gitárosa játszik a lemezen. A kislemez végül mégsem erre az albumra került fel, hanem a Greatest Hits-re.
A dal a 2001-es év legjobban eladott kislemezeinek listáján a 20. helyre került az Egyesült Királyságban.

## Videók

### The Road To Mandalay
A The Road To Mandalay videóklipjében Robbie és négy barátja, egy Jensen FF gépkocsit vezetnek és egy Ford Transit teherautót, autójukkal fellöknek, majd kirabolnak egy pénzszállító autót. Robbie és barátai maszkot viselnek. A rablás után Robbie meghívja barátait az új házába, pezsgővel ünnepelnek. A videóklip végén a teherautó csaknem elgázol egy bicikliző idős hölgyet és a végén Robbie felébred rémálmából.

### Eternity
Az Eternity klipje folytatása a The Road To Mandalay videóklipjének. Jeleneteket látunk az első videóklipből, amelyben Robbie barátnőjével pihen a házban és a ház körül (biliárdoznak, golfoznak, sétálnak a tengerparton, ugrálnak egy trambulinon). Közben jeleneteket látunk a The Road To Mandalay videóklipjéből, amelyben Robbie barátaival kirabol egy pénzszállító autót. Az Eternity klipjének végén Robbie-t bilincsben elviszik a rendőrök.

## Sikerek
A kislemez Williams negyedik No. 1 kislemeze lett az Egyesült Királyságban, második helyezést ért el Új-Zélandon, több európai országban bekerült a Top 10-be, az Egyesült Királyságban a megjelenés hetében 70,186 darabot adtak el belőle, az összes eladás megközelítette a 340 000-et, emiatt a BPI ezüstlemezzé nyilvánította.

## Formátumok és tracklista
A Eternity/The Road To Mandalay című kislemez alábbi formátumai jelentek meg:
UK CD

(Megjelent: 2001. július 9.)
1. "Eternity" - 5:02
2. "The Road To Mandalay" [Radio Edit] - 3:18
3. "Toxic" - 3:51

Argentine CD

(Megjelent: 2001. július 9.)
1. "Eternity" - 5:00
2. "The Road To Mandalay" [Radio Edit] - 3:18
3. "Toxic" - 3:51
4. "Eternity" Enhanced Video
5. "The Road To Mandalay" Enhanced Video

## Helyezések
| Slágerlista (2001)             | Legmagasabb helyezés |
| ------------------------------ | -------------------- |
| UK kislemez listája            | 1                    |
| Új-Zéland kislemez listája     | 1                    |
| Lettország kislemez listája    | 2                    |
| Dánia kislemez listája         | 3                    |
| Olaszország kislemez listája   | 4                    |
| Németország kislemez listája   | 7                    |
| Ausztria kislemez listája      | 9                    |
| Svájc kislemez listája         | 10                   |
| Hollandia kislemez listája     | 11                   |
| Svédország kislemez listája    | 34                   |
| Franciaország kislemez listája | 45                   |

## Külső hivatkozások
- Az Eternity videóklipje a YouTube-on
- A The Road To Mandalay videóklipje a YouTube-on